# Autophila monstruosa
Autophila monstruosa är en fjärilsart som beskrevs av Charles Boursin 1968. Autophila monstruosa ingår i släktet Autophila och familjen nattflyn. Inga underarter finns listade i Catalogue of Life.